# Тыйын
Тыйы́н — киргизская разменная денежная единица, равная 1/100 киргизского сома. Название денежной единицы происходит от тюркского слова «белка».

## История
Постановление о введении национальной валюты «сом» принято парламентом Кыргызстана 10 мая 1993 года. С 10 по 15 мая 1993 года Национальный банк Кыргызской Республики ввёл в обращение банкноты номиналом 1, 5 и 20 сомов, а также разменные знаки номиналом 1, 10 и 50 тыйынов.
Разменные знаки, тыйыны, первоначально являлись банкнотами почти квадратной формы, представленными тремя номиналами: 1, 10 и 50 тыйынов.
С 1 января 2008 года были введены в обращение коллекционная монета номиналом 1 тыйын и циркуляционные монеты номиналом 10, 50 тыйынов. Все банкноты и монеты имеют статус официального платёжного средства на территории Кыргызстана и подлежат обязательному приему в качестве платёжного средства независимо от года выпуска.
Монеты номиналом 1 тыйын сразу были выпущены только как коллекционные. В настоящее время банкноты в 1, 10 и 50 тыйынов и монеты в 10 и 50 тыйынов уже практически отсутствуют в наличном обороте. Киргизские монеты чеканятся Казахстанским монетным двором.

## Монеты
| Изображение                                     | Номинал    | Материал             | Диаметр (мм) | Толщина (мм) | Масса (г) | Гурт     | Год выпуска |
| ----------------------------------------------- | ---------- | -------------------- | ------------ | ------------ | --------- | -------- | ----------- |
|                                                 | 1 тыйын    | латунь               | 14           | 0,95         | 1,0       | рубчатый | 2008        |
|                                                 | 10 тыйынов | сталь, плак. латунью | 15           | 1,15         | 1,3       | гладкий  | 2008        |
|                                                 | 50 тыйынов | сталь, плак. латунью | 17           | 1,22         | 1,8       | гладкий  | 2008        |
| Масштаб изображений — 3,0 пикселя на миллиметр. |            |                      |              |              |           |          |             |

## Банкноты
| Изображение                                     | Изображение       | Номинал    | Размеры (мм) | Основные цвета | Даты        | Даты          |
| Лицевая сторона                                 | Оборотная сторона | Номинал    | Размеры (мм) | Основные цвета | выпуска     | изъятия       |
| ----------------------------------------------- | ----------------- | ---------- | ------------ | -------------- | ----------- | ------------- |
|                                                 |                   | 1 тыйын    | 90×70        | красный        | 10 мая 1993 | 1 января 2008 |
|                                                 |                   | 10 тыйынов | 90×70        | зелёный        | 10 мая 1993 | 1 января 2008 |
|                                                 |                   | 50 тыйынов | 90×70        | синий          | 10 мая 1993 | 1 января 2008 |
| Масштаб изображений — 1,0 пикселя на миллиметр. |                   |            |              |                |             |               |